# Огузки езици
Огузките езици (известни и като южнотюркски езици) са основен клон на тюркското езиково семейство и са говорени от повече от 110 милиона души от Балканите до Китай.